# Iasmakh-Adad
Iasmakh-Adad I es el hijo de Shamshi-Adad I, rey de Asiria y heredero al trono de este.

## Historia
Iasmakh-Adad I fue puesto como rey de la ciudad de Mari por su padre, y reinó en esa ciudad desde 1798 hasta 1780 a. C. Su padre lo puso al frente de la ciudad de Mari, puesto que éste era un punto clave frente a la ciudad enemiga de Alepo.A la muerte de su padre, reinó en el trono asirio su hermano, Ishme-Dagan mientras que Iasmakh-Adad I se quedó regente en el trono de Mari. Con la muerte de Šamši-Adad I, las ciudades enemigas de Asiria, Ešnunna y Alepo terminaron por someter a un ya de por sí reino en decadencia. De Alepo vino Zimri-Lim, quien conquistó la ciudad de Mari, y restableció el reino de sus antepasados. Iasmakh-Adad I tuvo que huir de Mari y se desconoce cuál fue su final.